# La Marmite diabolique
 (juillet 2025).
Pour plus de détails, voir Fiche technique et Distribution.
La Marmite diabolique est un film français de Louis et Auguste Lumière réalisé en 1895.

## Synopsis
Il y a une marmite. C'est alors qu'un homme vient. Il met un garçon dans la marmite. Le diable paraît. Le diable met un homme dans une marmite dans la colère. Le diable disparaît dans une marmite, aussi.